# 蕃童教育所

蕃童教育所

蕃童教育所（ばんどうきょういくしょ）は日本統治時代の台湾において設置された台湾原住民児童に対する初等教育機関であり、蕃人公学校と類似した性格を有すが、蕃童教育所は教師は全て日本人警察官が兼務した点に特色がある。

## 概略
1895年、日本による台湾統治が開始されると、台湾総督府は一般の台湾人とは別に原住民に対し独自の教育を実施することを決定した。
1902年、総督府は台湾南部の原住民部落に「警察官吏派出所」を設置し、原住民部落の治安維持や一般行政事務を担当したほか、原住民児童に対し日本語と礼儀作法、簡単な衛生保健業務を実施した。教育に関してはその規模も、また学制も規則が無く、担当者の判断により実施される極めて簡便な内容であった。
この状況下、台湾総督府警務局は原住民教育は埔里で南北に区分し、北部では総督府殖産部が学校を設置し、警察官による教育を実施し、南部では民情を考慮し、比較的発展している地域では蕃人公学校を設置すべきとの提言が出された。これにより殖産部の経費負担、警察官による教育を行なう学校が設立され蕃童教育所と称された。

## 沿革
1904年、総督府は「蕃務官吏駐在所之蕃童教育標準」、「蕃童教育綱要」、「蕃童教育費標準」等を制定し、これにより蕃童教育所が設立された。最初の設立は11月4日に嘉義阿里山達邦部落に設立された達邦蕃童教育所である。
1908年に「蕃童教育標準」、「蕃童教育綱要」、「蕃童教育費新標準等條款」が制定されると、台湾全土に蕃童教育所が設置されるようになった。1928年、「蕃童教育所知教育標準」が公布されると、教育所の修学年限は4年と定められ、科目は修身、国語、図画、唱歌、体操及び実科と定められ、教育目的も徳育を施し、日本国民としての性格を涵養し、日本語を学習し善良なる風習を育むものと明文化された。
1936年、総督府は台湾原住民の呼称を「蕃人」から「高砂族」に変更したことで、蕃童教育所は教育所と改名された。そして1945年に中華民国政府により公学校や小学校と共に国民学校に統合されるまで存続した。
1943年に義務教育化されたが、戦局が厳しくなるなか、労務動員、防空演習、空襲そして疎開に追われる教育現場では、通常の学校運営が不可能となった。